# 中央線 (曲)
「中央線」（ちゅうおうせん）は、日本の音楽グループであるTHE BOOMが1996年6月21日に発表した19枚目のシングル。

## 解説
1990年7月21日発売「逆立ちすれば答えがわかる」の曲順を変え、「中央線」Instrumental Versionを追加して再発売されたもの。シングルは本作を最後に活動休止。1999年「月に降る雨」までシングルは未発売。

## 収録曲
全曲作詞・作曲：宮沢和史
1. 中央線
  - 清水建設企業CMソング
  - Jリーグ 松本山雅FCのサポーターが応援歌（選手入場時）として使用
2. 逆立ちすれば答えがわかる
3. 中央線（Backing Track）

## カバー
- 矢野顕子 （1992年、アルバム『SUPER FOLK SONG』に収録）
- 上條恒彦（2003年、アルバム『お母さんの写真』に収録）
- 加藤いづみ （2008年、アルバム『favorite』に収録）
- NOKKO （2010年、アルバム『KISS)』に収録）
- ハナレグミ （2013年、アルバム『だれそかれそ』に収録）